# J Records

Logo des Musiklabels J Records

J Records war ein zur Sony Music gehörendes Musiklabel. Es wurde im August 2000 unter dem BMG-Label von Clive J. Davis gegründet, wobei BMG 2005 wegen der Fusion zur Sony BMG nur noch 50 % der Anteile besaß. Im Jahr 2001 stand mit Alicia Keys die erste Solokünstlerin des Labels unter Vertrag. Es folgten Interpreten wie Luther Vandross, Rod Stewart und Leona Lewis. Im Jahre 2008 wurde Sonys Fusion mit BMG revidiert und Sony übernahm das Label zunächst im Juli 2011 unter dem Schirm der RCA Music Group, eines 2004 gegründeten Labels, welches unter anderem Interpreten der früheren Labels Jive und Arista Records unter Vertrag nahm. Im Oktober 2011 erfolgte die vollständige Integration in RCA Records, ein zur Sony Music gehörendes Label, woraufhin alle Interpreten von J Records einen neuen Vertrag bei RCA erhielten.

## Künstler
- Rhymefest
- Say Anything
- Cassidy
- Rod Stewart
- Alicia Keys
- Leona Lewis
- Mario
- Whitney Houston
- Monica
- Deborah Cox
- Maroon 5
- Gavin DeGraw
- Ruben Studdard
- Fantasia
- Annie Lennox
- Pearl Jam
- Shells
- Wyclef Jean